# Apristus subdeletus
Apristus subdeletus är en skalbaggsart som beskrevs av Thomas Casey. Apristus subdeletus ingår i släktet Apristus och familjen jordlöpare. Inga underarter finns listade i Catalogue of Life.